# Валдете Антони
Валдете Антони (на албански: Valdete Antoni) е албанска журналистка, поетеса и писателка (авторка на произведения в жанра лирика).

## Биография и творчество
Родена е в Тирана, Албания на 13 септември 1953 г. Завършва през 1975 г. с отличие специалност „Журналистика“ в Катедрата по журналистика на Факултета по политика и юридически науки на Тиранския университет. След дипломирането си работи в Националното радио и телевизия към Радио „Тирана“ от 1977 г. до 2013 г.
По време на 37-годишната си кариера създава голям брой радиодрами и радиопредавания за изкуство и култура. Подготвя и провежда редица програми, свързани с историята на древната цивилизация, историята на изкуствата и символите, публикува в печатните медии редица статии за личности от изкуството, особено във фигуративни изкуства. През 2000 г. е сред основателите и постоянен член на Албанския форум на журналистите, като организира много семинари за специализирана журналистика за култура и грамотност.
Авторка е на 6 поетични книги. Първата ѝ книга стихосбирката „Ëndërr në mur“ („Мечта на стената“) е издадена през 1993 г. в Косово с подкрепата на известните интелектуалци и поети Азем Шкрели и Агим Винча. Лиризмът, интимността, чувствителността, мисълта и символиката определят характера на нейната поезия.
За дейността ѝ е удостоена през 1999 г. с първата награда „Наим Фрашъри“ за поезия на Лигата на писателите и художниците и с наградата за най-добра радиожурналистика на годината на Фондацията за култура „Velia“, Тирана през 2000 г.
Валдете Антони живее със семейството си в Тирана.

## Произведения

### Поезия
- Ëndërr në mur (1993)
- Muri im ka veshur këmishë (1997)
- E pashë fluturimin tim (1999)
- Hyj në kraharor Zoti (2001)
- Tretur në polen drite (2005)
- Vesë tingulli (2011)

### Проза
- Marmara Hanëm (2015)